# Mellingen
Mellingen é uma comuna da Suíça, no Cantão Argóvia, com cerca de 4.286 habitantes. Estende-se por uma área de 4,86 km², de densidade populacional de 882 hab/km². Confina com as seguintes comunas: Baden, Birmenstorf, Fislisbach, Oberrohrdorf, Stetten, Tägerig, Wohlenschwil.
A língua oficial nesta comuna é o Alemão.